# Német Birodalom

A Német Birodalom 1871–1918 között

A Német Birodalom 1919–1937 között

A Német Birodalom (németül: Deutsches Reich) az 1871 és 1945 között fennálló német államalakulat neve. 1943 és 1945 között a hivatalos megnevezés Nagynémet Birodalom (Großdeutsches Reich).
Alkalmanként felmerül a Német Birodalom kifejezés használata a német nyelvterületnél messze nagyobb területet felölelő államalakulat, a Német-római Birodalom (911–1806) vonatkozásában is, mely megnevezésben a „német” (Deutscher Nation) jelző a 15–16. századtól használatos. 1849. március 28-án a Szent Pál-templomban elfogadott alkotmányban (Paulskirchenverfassung) is megemlítik a Német Birodalom fogalmát. Az egységes Németország eszméje ekkoriban azonban megbukott a hercegek, különösen pedig a porosz király ellenállásán.
A Német Birodalom 19. és 20. századi történelme során négy szakaszt különböztetünk meg: a Német Császárságot (1871–1918), az első világháború után létrejött pluralisztikus, többpárti rendszerű weimari köztársaság időszakát (1919–1933), az Adolf Hitler nevével fémjelzett nemzetiszocialista Németországot, melyet Harmadik Birodalomként is emlegetnek (1933–1945), valamint a második világháborút követő megszállási időszakot.

## Az alapítás
Az 1871-ben alapított Német Császárságot ugyan a német nemzet első egységes államalakulataként tartják számon, fennállása alatt azonban sosem foglalta magába az összes területet, melynek népessége magát német nemzetiségűnek tartotta. Ezek közé tartozik például az 1867-ben megalakult Osztrák–Magyar Monarchia jelentős része, mely az 1866-os háborúig a Német Szövetség (Deutscher Bund) része volt. Ez a jelenség a német egység megalakulásának körülményeire vezethető vissza, mely az Északnémet Szövetségből (Norddeutscher Bund) indult ki, ahol a Porosz Királyság dominanciája érvényesült. Az 1848-as márciusi forradalmak során Poroszország még küzdött az egységes német nemzetállam megalapítására irányuló törekvések ellen, de később mindenekelőtt Otto von Bismarck felhasználta a nemzeti-liberális áramlatokat annak érdekében, hogy a Habsburg–Lotaringiai-ház uralma alatt álló Osztrák Császárságot kiszorítsa a birodalomból, és a német egységet porosz fennhatóság alatt valósítsa meg.
A másik problémakör, mely a német egység megvalósulása folyamán felmerült, az a tény volt, hogy az érintett területeken, főleg azok földrajzi peremén számos nemzet élt, mely magát nem tekintette németnek és nem is akartak azzá válni, vagy az egységes Németország határain belül élni. Ezek közé tartoztak a lengyelek a keleti területeken, a franciák Elzászban és Lotaringiában, a dánok északon. Az utóbbiak annak az 1864-es porosz–osztrák–dán háborúnak következtében kerültek porosz fennhatóság alá, melyet a későbbiekben a három „birodalomegyesítő háború” (Reichseinigungskriege) közül az elsőként tartottak számon. Bismarck 1866-ban az osztrák uralkodó akarata ellenére kikényszerítette a Német Szövetség feloszlatását. A Porosz Királyság magába olvasztotta azon német területek nagy részét – kevés kivétellel – amelyek a Szövetségi Gyűlésben (Bundesversammlung) Poroszország ellen szavaztak, és I. Vilmos számára igényelte a jövendő porosz-német királyság császári koronáját.
A porosz–osztrák háborút Poroszországnak azon lépése robbantotta ki, amelynek során megszegte a gasteini konvenció (Gasteiner Konvention) rendelkezéseit. A Szövetség rendelkezéseket hozott a Porosz Királyság ellen, amely erre kilépett a szövetségből, majd a königgrätzi csatában legyőzte az osztrák és szász seregeket. A Német Szövetséget ezután az 1866. augusztus 23-i prágai béke rendelkezései oszlatták fel. Ezután az észak-német államok porosz vezetés alatt egységbe tömörültek, ez volt az Északnémet Szövetség. Poroszország ekkor még nem törekedett befolyásának kiterjesztésére a Majnán túli délnémet államokra, mivel egy ilyen lépés provokálta volna Franciaországot. Ezt Bismarck ebben az időben még el akarta kerülni.
Bajorország, Württemberg, Baden, valamint a Hesseni Nagyhercegség a Délnémet Szövetségbe (Süddeutscher Bund) tömörültek, melynek azonban nem volt gyakorlati jelentősége. Hessen-Darmstadt, valamint a Majnától északra fekvő területei, Felső-Hessen (Oberhessen) részben az Északnémet Szövetség tagjai lettek. Ausztria, Luxemburg és Liechtenstein, amelyek előzőleg a Német Szövetség tagjai voltak, nem csatlakoztak egyik szövetséghez sem.
A német nyelvterület ezzel három részre tagozódott, mely III. Napóleon francia császárnak igencsak kedvére volt, mivel nem szerette volna, ha európai hatalmi versenytársai egységbe tömörülnek. Az északi és déli német szövetségek azonban titkos szerződéseket kötöttek egy esetleges francia intervenció ellen. Franciaország felismerte a német államok egyesülésének fenyegetését, különösen mivel a Porosz Királyság már két alkalommal demonstrálta katonai erejét a porosz–dán, majd a porosz–osztrák háborúban.
Franciaországot provokálta az emsi sürgöny és a Hohenzollern család igénye a Spanyol Királyság trónjára. A kialakult helyzet 1870-ben háborúhoz vezetett Franciaország és Poroszország között. A háború kimenetele Franciaország számára katasztrofálisan alakult, a német államok Poroszország vezette csapatai legyőzték hadseregét, majd 1871-ben megszállták Párizst. A győzelem és porosz fennhatóság mámorában I. Vilmos a versailles-i kastély tükörtermében 1871. január 18-án kikiáltotta az egységes Német Birodalmat. A porosz király német császár lett. A birodalom azonban erősen föderatív jellegű maradt, gyakorlatilag számos német uralkodó, a porosz király, mint német császár vezette államszövetségeként funkcionált. A birodalom az alábbi széles autonómiával és belső önállósággal rendelkező területekből állt: Porosz Királyság, Anhalti Hercegség, Badeni Nagyhercegség, Bajor Királyság, Braunschweigi Hercegség, Bréma, Hamburg, Hesseni Nagyhercegség, Lippei Fejedelemség, Lübeck, Mecklenburg-Schwerini Nagyhercegség, Mecklenburg-Strelitzi Nagyhercegség, Oldenburgi Nagyhercegség, Reuß Idősebb-ág Hercegség, Reuß Ifjabb-ág Hercegség, Szász Királyság, Szász-Altenburg Hercegség, Szász–Coburg–Gotha Hercegség, Szász-Meiningen Hercegség, Szász-Weimar-Eisenach Nagyhercegség, Schaumburg-Lippe Fejedelemség, Schwarzburg-Rudolstadt Fejedelemség, Schwarzburg–Sondershauseni Fejedelemség, Waldeck és Pyrmont Fejedelemség, Württembergi Királyság. Az egyes királyságok, nagyhercegségek, hercegségek és fejedelemségek mind saját, önálló uralkodóval, parlamenttel, sőt a nagyobbak saját hadsereggel is rendelkeztek. Különválasztották a közös, birodalmi ügyeket, melyeket központilag intéztek és az egyes  
királyságok, nagyhercegségek, hercegségek és fejedelemségek, szabad városok belső ügyeit, melyekbe a birodalom nem szólhatott bele.

## Története

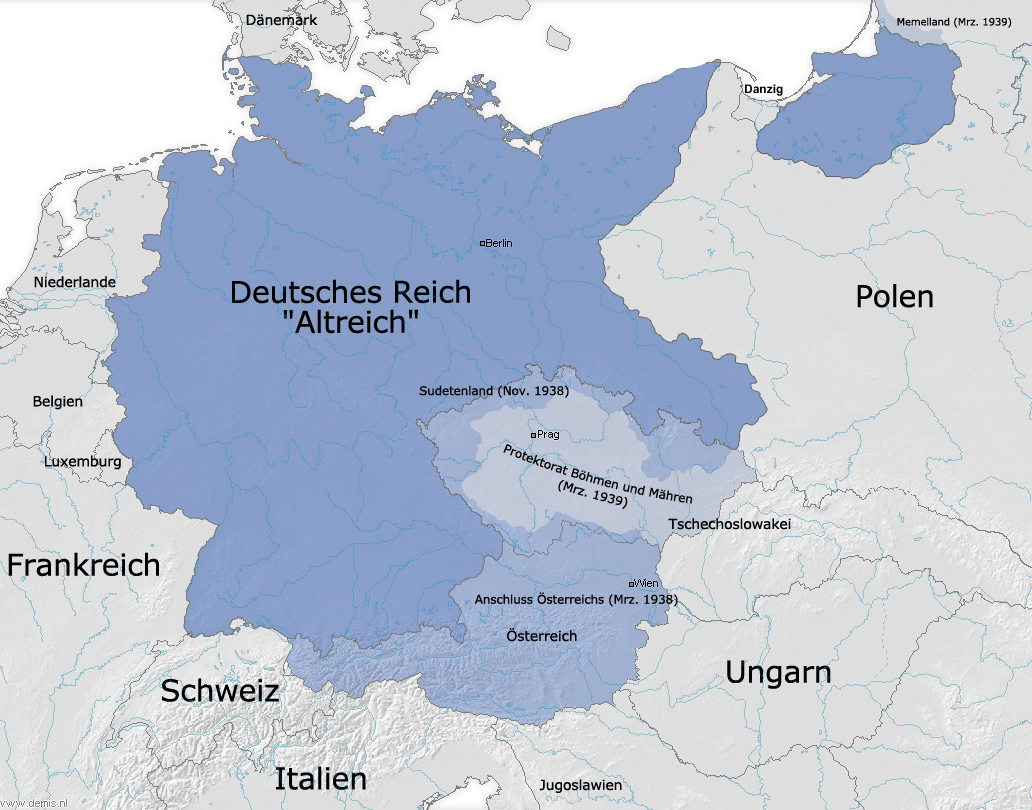
A müncheni egyezmény a Német Birodalom utolsó, szerződések által elismert kiterjedését mutatja: A Szudétavidéket a birodalom beolvasztotta, Csehország és Morvaország pedig Cseh–Morva Protektorátus néven létezett tovább bábállamként.

A Német Birodalom története három, ha a megszállás időszakát is beleszámítjuk, négy időszakra tagozódik:
1. 1871–1918: A Német Császárság időszaka a bismarcki alkotmánnyal, ezen belül:
  - 1871–1891: Otto von Bismarck birodalmi kancellárságának időszaka
  - 1890–1918: A vilmosi időszak, és az első világháború
2. 1919–1933: A Weimari köztársaság és a weimari alkotmány
3. 1933–1945: Államalakulatként Német Birodalom, 1943 után hivatalosan „Nagynémet Birodalom” – a nemzetiszocializmus időszaka
4. 1945–1949: Az elvesztett második világháború utáni szövetséges megszállás időszaka. A Német Birodalomra ebben az időszakban mint Németországra utalnak, mely a Szövetséges Ellenőrző Bizottság hatalma alatt állt.

1868-ban, II. Izabella spanyol királynő trónfosztása után Hohenzollern–Sigmaringeni Lipót, aki a spanyol uralkodóházzal rokonságban állt, igényt támasztott a spanyol királyi trónra, emiatt azonban összetűzésbe került Franciaországgal. A feszültség fegyveres konfliktusba torkollott, és kitört a porosz–francia háború. Bismarck kihasználta az alkalmat a franciákkal szembenálló egységes Németország megteremtésére. Törekvéseit sikeresen megvalósította és győzelmet aratott Franciaország felett (Sedan városánál). 1871. január 18-án a német államok vezetői a versailles-i kastélyban kikiáltották az egységes Német Császárságot.
A második világháborús vereség után 1945-ben Németországot a győztes nagyhatalmak – a britek, a franciák, az amerikaiak, valamint a szovjetek – négy megszállási övezetre osztották. Az Odera és a Neisse folyók vonalától keletre fekvő területek, valamint az Odera nyugati oldalán fekvő Stettin városa a potsdami egyezmény szerint „átmenetileg” lengyel kormányzás alá került. Kelet-Poroszországot felosztották a Lengyelország és a Szovjetunió között, mely országok a későbbiek folyamán annektálták ezeket a területeket. A területek német lakossága a háború utolsó évében elmenekült, az ott maradottak túlnyomó többségét pedig az 1945 utáni időszakban – a nemzetközi joggal ellenkező módon – elűzték.
A Német Birodalom a második világháború után gyakorlatilag megszűnt, azonban de jure tovább létezett, mivel a Weimari Alkotmányt a kapituláció és a szövetséges rendelkezések nem helyezték hatályon kívül.

## A fogalom megszületése
A német alkotmányosság történetében a „Szövetség” és a „Birodalom” nagyjából felcserélhető fogalmak. A bismarcki alkotmány preambuluma 1871-ből például kijelenti, hogy a porosz király és a délnémet hercegek örök szövetséget kötöttek.
A „birodalmi jelző” használata kapcsolatot teremt a Német-római Birodalommal (962–1806). A Német Birodalom kifejezés használata a Német Nemzet Szent Római Birodalmának nevezett politikai entitáshoz kapcsolódott. Ezt 1806-ban megtörte a szekularizáció és a napóleoni felsőbbség (diktátum), valamint egyes birodalmi birtokok megszerzése iránt vágy a teljes szuverenitás megszerzésére. II. Ferenc német-római császár, aki Napóleon példájára 1804-ben kiáltotta ki magát Ausztria császárává, lemondott a római császári címről, és felmentett minden birodalmi tisztviselőt és szervet a „Német Birodalommal” szembeni kötelezettségei alól. A Német Nemzet Szent Római Birodalma a császári korona letételével ért véget.
A vilmosi Birodalom későbbi korszakát Második Birodalomként emlegették. Ez a szóválasztás az „első német birodalom” utódját jelezte anélkül, hogy ezt kifejezetten kimondta volna. Ez a visszafogottság taktikailag és diplomáciailag szükséges volt. Az Osztrák Birodalom és császárai a Szent Római Birodalom utódainak tekintették magukat, és így közvetve illegitimnek minősítették volna. A "Második Birodalom" kifejezést Arthur Moeller van den Bruck alkotta meg 1923-ban; A Harmadik Birodalom című könyvében a Szent Római Birodalmat "Első Birodalomnak", az 1871-től 1918-ig tartó Német Birodalmat pedig "Második Birodalomnak" nevezte. Arra számított, hogy ezt a „Harmadik Birodalom” követi. Van den Bruck 1925-ben halt meg, így nem élte meg.
A Harmadik Birodalom gondolatát gyorsan átvették a NSDAP propagandájába, amely kifejezte a Weimari köztársaság elutasítását ("Harmadik Birodalom" a nemzetiszocializmusban). A nemzetiszocializmus azonban hamarosan elzárkózott a „Harmadik Birodalom” kifejezés használatától. A „reich” viszont használatban maradt túlzott mértékben és álvallásos módon, ami a háború utáni időszakban egyre inkább magával a nemzetiszocializmussal asszociált.
Az angolszász világban még mindig a Harmadik Birodalomról vagy a Német Birodalomról beszélnek. Az angol Empire szót alkalmatlannak tartják egy köztársaság számára. A weimari alkotmány 1. cikkének 1. bekezdése kifejezetten kimondja: "A Német Birodalom köztársaság".

## Államjogi kérdések

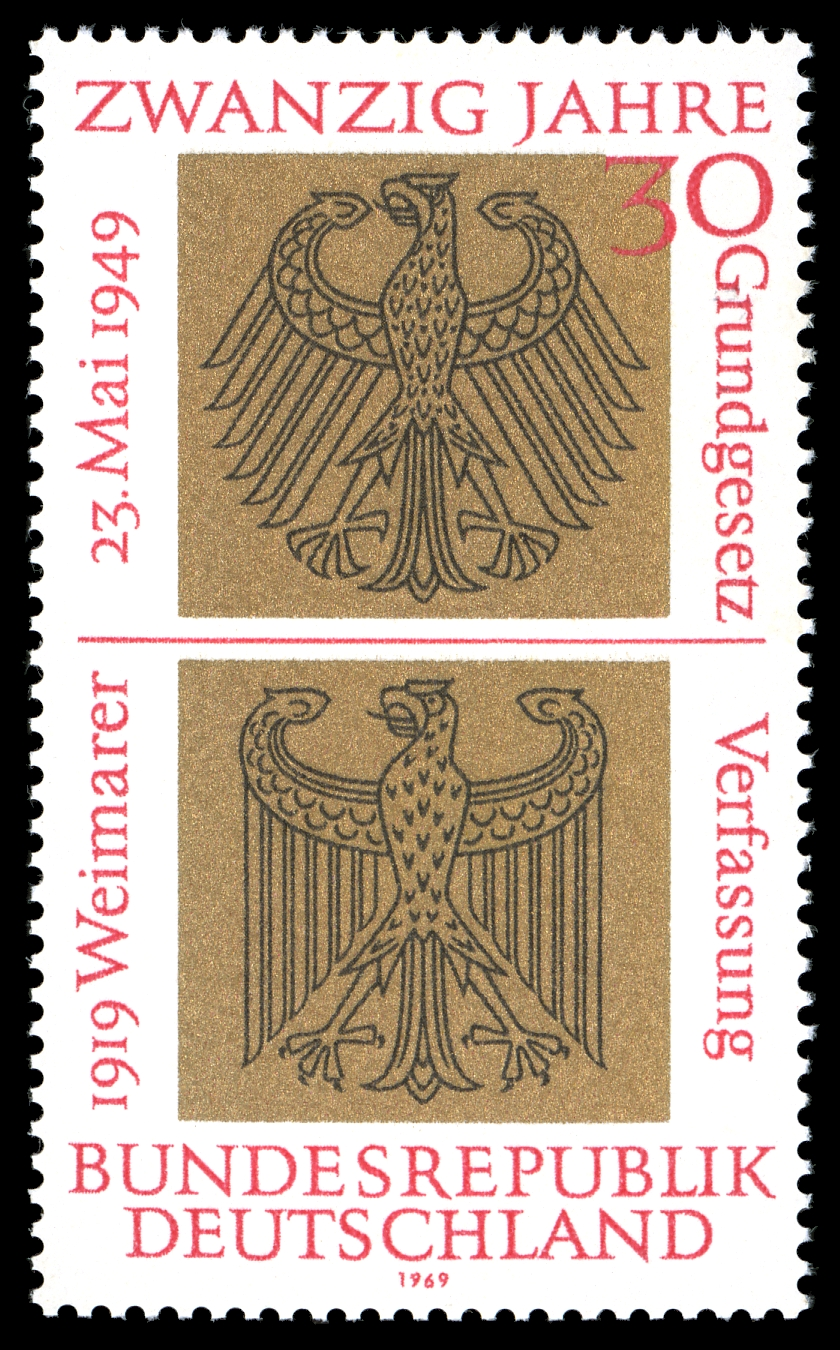
A sas ábrázolása a szövetségi és a birodalmi címerből egy 1969-ben kiadott bélyegen.

A Szövetségi Alkotmánybíróság (Bundesverfassungsgericht) 1973. július 31-én az NDK-val kötött alapszerződés felülvizsgálatakor a következőket állapította meg (2 BvF 1/73; BVerfGE 36, 1 [2]):
Az alaptörvény […] abból indul ki, hogy a Német Birodalom az 1945-ös összeomlást átvészelte és azt sem a kapituláció sem a szövetséges megszálló erők által gyakorolt idegen államhatalom gyakorlása Németországban, sem későbbi esemény nem szüntette meg. Mindez az alaptörvény preambulumából, valamint annak 16., 23., 116. és 146. cikkelyeiből következik. Mindez megfelel a Szövetségi Alkotmánybíróság folyamatos joggyakorlatának, melyhez a szenátus tartja magát.
A Német Birodalom tovább létezik (BVerfGE 2, 266 [277]; 3, 288 [319 f.]; 5, 85 [126]; 6, 309 [336, 363]), és a korábbiakhoz hasonlóan jogképes. Államként azonban nem cselekvőképes, a szervezetek, különösen az intézményi rendszer hiánya miatt.
Az alaptörvény szintén rögzíti az össznémet államnép (gesamtdeutsches Staatsvolk), valamint az össznémet államhatalom (gesamtdeutsche Staatsgewalt) fogalmait (BVerfGE 2, 266 [277]). A négy (győztes) hatalom – is – felelősséggel tartozik „Németország egészéért” (BVerfGE 1, 351 [362 f., 367]).
A Német Szövetségi Köztársaság megalapításával tehát nem egy új nyugatnémet állam született, hanem Németország egy részét szervezték újjá. […] A Német Szövetségi Köztársaság tehát nem „jogutódja” a Német Birodalomnak, hanem államként azonos a „Német Birodalommal”, – tekintettel területi kiterjedésére azonban csak „részazonossággal” bír (teilidentisch), így az azonosság nem kizárólagos. […] Államjogilag nézve [az NSZK azonossága a Birodalommal] az „alaptörvény érvényességi területén” a jogi fennhatóság gyakorlatára szorítkozik.
A Szövetségi Köztársaság […] azonban Németország teljességére vonatkozóan felelősséget vállal […] A Német Demokratikus Köztársaság Németország része, és az a Német Szövetségi Köztársaság részéről nem tekinthető külföldnek.
A Német Szövetségi Köztársaság tehát nem tekinthető a Német Birodalom utódállamának, mivel azzal sok tekintetben azonos. Ezzel megalapozott a német jogfolytonosság és a nemzetközi jogi identitás, mely 1871-ig, a Német Császárság megalapításáig, ill. 1867-ig az Észak-német Szövetség megalakulásáig vezethető vissza.
Ezek a nézetek támogatást találnak az uralkodó jogtudományi vélekedésekben, valamint nemzetközi szerződésekben – többek között a birodalmi konkordátumban. Ettől független, hogy politikai-történelmi szemszögből nézve a birodalom intézményrendszere az 1945-ös vereséggel összeomlott.
Az 1937. december 31. határok közötti Német Birodalmat azonban az 1970-es varsói szerződés, valamint a későbbi „két-plusz-négyes” szerződés (Zwei-Plus-Vier-Vertrag), végül az 1990-es újraegyesülés jogilag azonossá tette Németországgal. Az újraegyesülés és a kapcsolódó szerződések azzá tették Németországot, ami korábban az 1871-ben létrejött Német Birodalom volt: egy (kis-)német nemzetállammá, mely a második világháborút lezáró békék rendjében jelenlegi határait elismeri.

## Fordítás
- Ez a szócikk részben vagy egészben a Deutsches Reich című német Wikipédia-szócikk ezen változatának fordításán alapul.  Az eredeti cikk szerkesztőit annak laptörténete sorolja fel. Ez a jelzés csupán a megfogalmazás eredetét és a szerzői jogokat jelzi, nem szolgál a cikkben szereplő információk forrásmegjelöléseként.